# Pristurus masirahensis
Pristurus masirahensis — вид геконоподібних ящірок родини Sphaerodactylidae. Ендемік Оману. Описаний у 2019 році.

## Поширення і екологія
Pristurus masirahensis є ендеміками острова Масіра, розташованого в Аравійському морі, поблизу східного узбережжя Оману. Вони живуть на піщаних рівнинах, порослих невисокою рослинністю, зокрема Crotalaria aegyptiaca.